# Vanillylalkohol

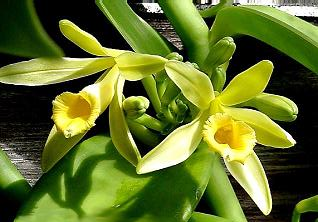

Vanillylalkohol (4-Hydroxy-3-methoxybenzylalkohol) ist eine organisch-chemische Verbindung, die natürlich in verschiedenen Pflanzen wie der Gewürzvanille (Vanilla planifolia), und der Sitka-Fichte (Picea sitchensis) vorkommt. Die Substanz leitet sich strukturell sowohl vom Benzylalkohol, als auch vom Guajacol (o-Methoxyphenol) ab. Die weißen oder farblosen Kristalle mit mildem, süßlichem, vanille-artigem Geruch lösen sich nur wenig in Wasser, aber gut in Ölen.
Eine katalytische Hydrierung von Vanillin führt zu Vanillylalkohol bzw. zu 2-Methoxy-4-methylphenol.
Die Vanillylalkohol-Oxidase katalysiert die Oxidation verschiedener phenolischer Verbindungen, vor allem zahlreiche 4-Alkylphenole. Ursprünglich wurde in vitro die Oxidation von Vanillylalkohol zu Vanillin nachgewiesen:
 + O2 ⇒  + H2O2
Vanillylalkohol besitzt in den Vereinigten Staaten eine Einstufung als FEMA GRAS (Generally Recognized As Safe, FEMA GRAS#3737) und kann damit dort als Lebensmittelzusatzstoff eingesetzt werden.